# Конрадовце
Конрадовце (словац. Konrádovce, угор. Korláti) — село, громада в окрузі Рімавска Собота, Банськобистрицький край, Словаччина. Кадастрова площа громади — 7,93 км². Населення — 331 особа (за оцінкою на 31 грудня 2017 р.).
Перша згадка 1341 року.

## Населення
| Рік:            | 1994. | 2004.    | 2014.    | 2024.   |
| --------------- | ----- | -------- | -------- | ------- |
| Кількість осіб: | 394   | 301      | 339      | 338     |
| Різниця:        |       | -23,60 % | +12,62 % | -0,29 % |

| Рік:            | 2023. | 2024.   |
| --------------- | ----- | ------- |
| Кількість осіб: | 328   | 338     |
| Різниця:        |       | +3,04 % |